# 야치촌 (니가타현)
야치촌(谷内村)은 니가타현 나카우오누마군에 설치되었던 촌이다. 현재의 쓰난정에 해당한다.